# Marcelo Romero
Cléver Marcelo Romero Silva (Montevideo, 1976. július 4. –) uruguayi válogatott labdarúgó.

## Pályafutása

### Klubcsapatban
Montevideóban született. 1994-ben a Defensor Sportingban kezdte a pályafutását, ahol két évet töltött. 1997 és 2001 között a Peñarolban játszott, melynek tagjaként 1996-ban és 1997-ben megnyerte az uruguayi bajnokságot. 2001 és 2007 között a Málaga játékosa volt. 2008-ban az alacsonyabb osztályú Lucenában szerepelt. 2009-ben az amerikai Carolina RailHawks szerződtette, de térdsérülés miatt nem lépett pályára egyetlen mérkőzésen sem és befejezte a pályafutását.   

### A válogatottban
1995 és 2004 között 24 mérkőzésen szerepelt az uruguayi válogatottban. Részt vett az 1997-es és az 1999-es Copa Américán, valamint a 2002-es világbajnokságon, ahol a Franciaország és a Szenegál elleni csoportmérkőzésén kezdőként lépett pályára.

## Sikerei, díjai
Peñarol
- Uruguayi bajnok (2): 1997, 1999

Uruguay
- Copa América ezüstérmes (1): 1999